# Vosne-Romanée
Vosne-Romanée é uma comuna francesa na região administrativa da Borgonha-Franco-Condado, no departamento de Côte-d'Or. Estende-se por uma área de 3,68 km². Em 2010 a comuna tinha 352 habitantes (densidade: 95,7 hab./km²).